# شهرستان مرنگو (آلاباما)
شهرستان مرنگو، آلاباما (به انگلیسی: Marengo County, Alabama) شهرستانی در ایالات متحده آمریکا است که در آلاباما واقع شده‌است.

## خصوصیات
شهرستان مرنگو ۲٬۵۴۵٫۹۷ کیلومترمربع مساحت دارد.